# Aéroport de Kulusuk
L'Aéroport de Kulusuk (Mittarfik Kulusuk) (code IATA : KUS • code OACI : BGKK) est un aéroport situé à Kulusuk, une colonie sur une île du même nom au large de la côte de l'Atlantique Nord dans la municipalité de Sermersooq, dans le sud-est du Groenland.

## Situation

### Carte des aéroports du Groenland
| \| 50 km1:7 213 000 \| Aasiaat · Paamiut · Nerlerit Inaat Ittoqqortoormiit Nuuk · Narsarsuaq Ilulissat · Upernavik Qaanaaq Kangerlussuaq · Maniitsoq Sisimiut Thulé Kulusuk |
| 50 km1:7 213 000 |

## Compagnies aériennes et destinations
| Compagnies    | Destinations       |
| ------------- | ------------------ |
| Air Greenland | Nuuk,              |
| Icelandair    | Reykjavik-Keflavík |

## Photos

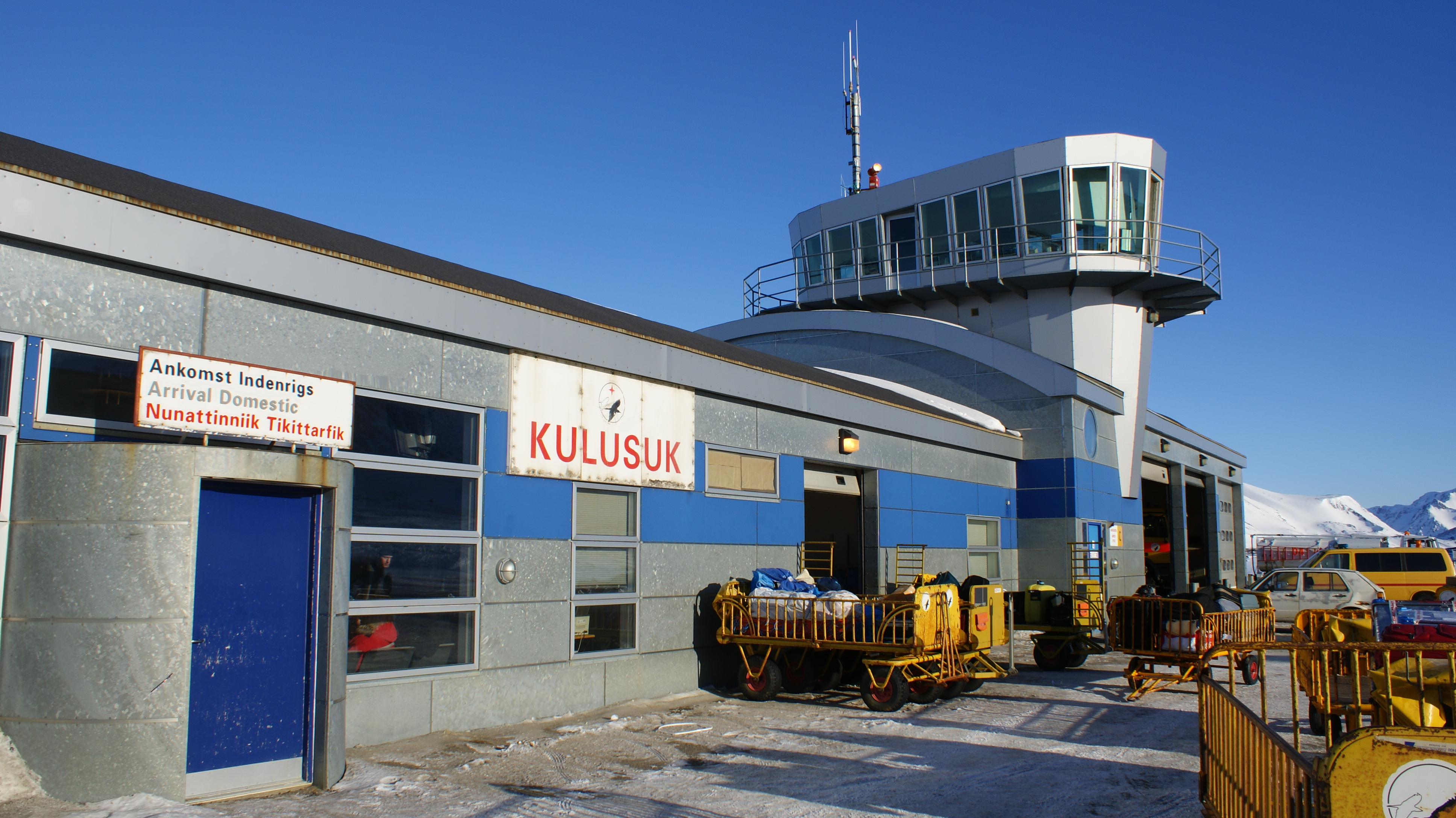
Terminal
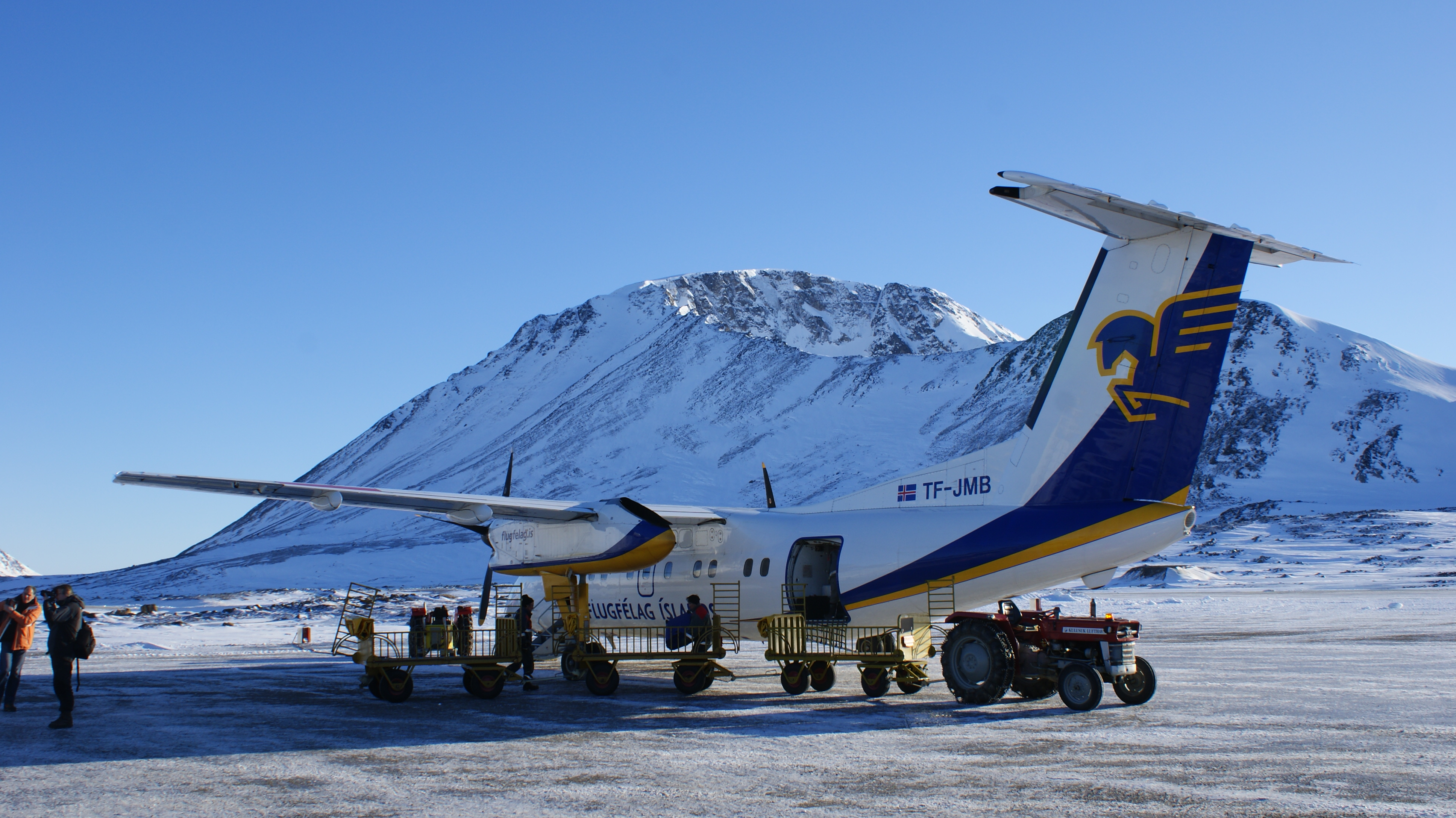
de Havilland Canada Dash-8, 106 de l'Air de l'Islande
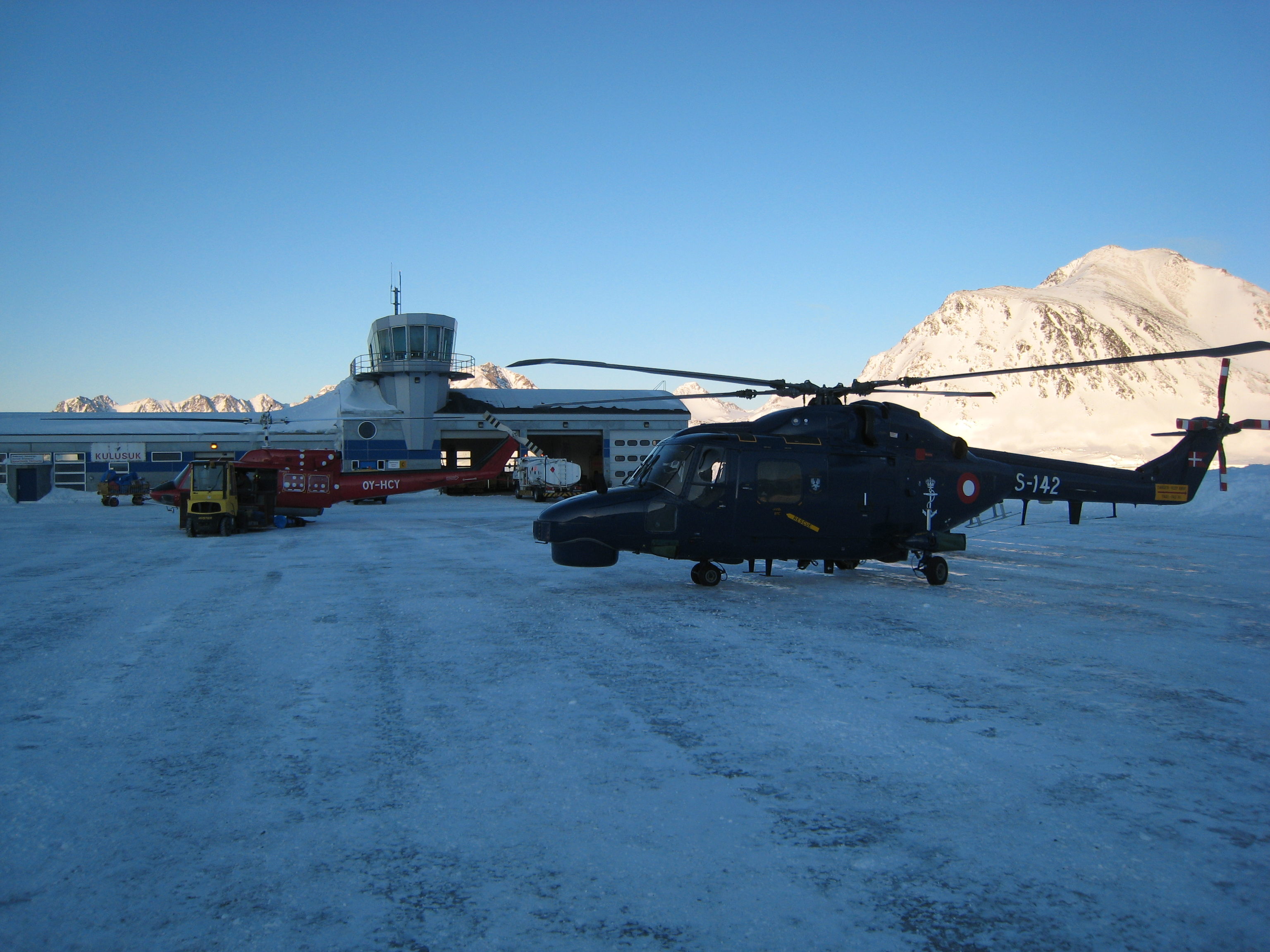
Bell et hélicoptères Lynx
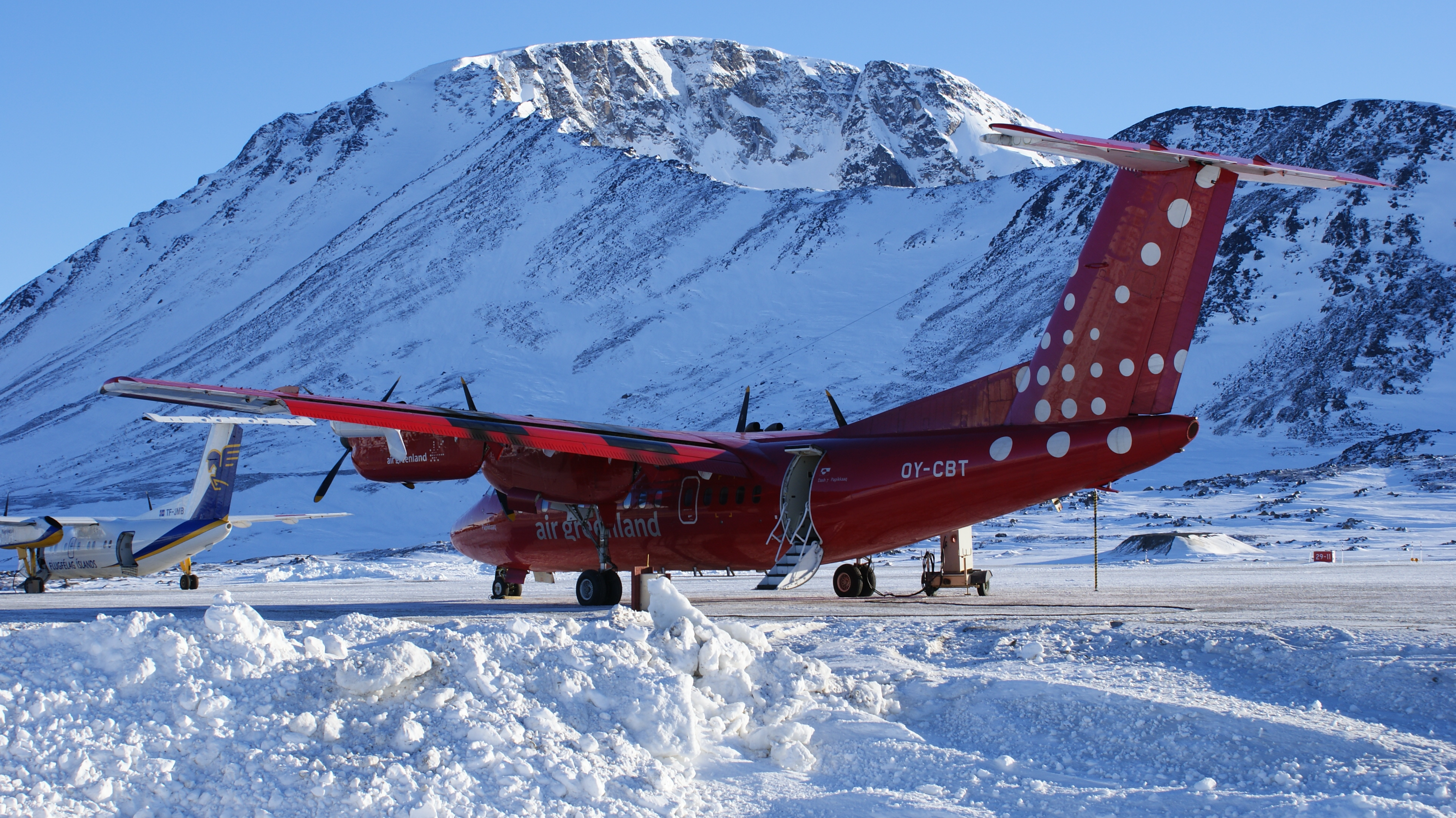
Air Groenland "Papikkaaq"